# Hans Smit (politicus)
Hans Smit (1943) is een Nederlands politicus van de PvdA.
Hij was onderwijzer in Anna Paulowna en werd later leraar op een pabo in Alkmaar. Verder was hij actief in de lokale politiek. Zo was Smit wethouder in Anna Paulowna voor hij in februari 1993 benoemd werd tot burgemeester van Medemblik. Vanaf december 1995 was Smit tevens enkele maanden waarnemend burgemeester van de gemeente Wieringen. In november 2003 beëindigde hij zijn burgemeesterscarrière om lid van de raad van bestuur en directeur te worden van Waalborg; een organisatie in Druten die zich bezighoudt met dienstverlening aan verstandelijk gehandicapten in het midden van Nederland.